# Folsom (Nueva Jersey)
Folsom es un borough ubicado en el condado de Atlantic en el estado estadounidense de Nueva Jersey. En el año 2010 tenía una población de 1.885 habitantes y una densidad poblacional de 88.1 personas por km².

## Geografía
Folsom se encuentra ubicado en las coordenadas 39°35′31″N 74°50′50″O / 39.59194, -74.84722.

## Demografía
Según la Oficina del Censo en 2000 los ingresos medios por hogar en la localidad eran de $56,406 y los ingresos medios por familia eran $59,231. Los hombres tenían unos ingresos medios de $39,659 frente a los $30,000 para las mujeres. La renta per cápita para la localidad era de $20,617. Alrededor del 4.2% de la población estaba por debajo del umbral de pobreza.